# Xiwangmu
Xiwangmu, chiń. 西王母; pinyin Xīwángmŭ; dosł. „Królowa Matka Zachodu” lub też „Zachodnia Macierz Królów” – jedno z najważniejszych bóstw w mitologii chińskiej. Uznawana za najwyższą boginię, patronka wróżek i czarodziejów, wznoszono do niej modły błagalne podczas suszy i epidemii.
Według ludowych przekazów miała mieszkać w olbrzymim i bogatym pałacu na górze Kunlun. Jej pałac otaczał gaj brzoskwiń, które dawały nieśmiertelność. Jej święto obchodzono tradycyjnie trzeciego dnia trzeciego miesiąca. Xiwangmu przedstawiana była w postaci pięknej kobiety bądź demona z paszczą tygrysa i ogonem lamparta. Zgodnie z legendami miała spotykać się z pierwszymi władcami Chin.
Pierwotne teksty przypisywały jej partnera imieniem Dongwanggong (Króla Wschodu), jego postać zniknęła jednak w późniejszych wiekach.
W późniejszym okresie Xiwangmu przeniknęła do panteonu taoistów. Uznawana była za boginię, która poznała naturę dao.
Prawdopodobnie na przestrzeni wieków niezrozumiała dzisiaj nazwa tego bóstwa wzięła się z pomyłki w zapisie identycznie wymawianego znaku alfabetu chińskiego tworzącego nazwę bóstwa, który oznacza zarówno „pole”, jak też i „matkę”. W najdawniejszych zapiskach opisujących Xiwangmu, a pochodzących z końca chińskiej epoki przedcesarskiej, zwrot ten używany jest w kontekście terytorium, które utrzymywało kontakty z cywilizacją chińską. Najpewniej więc nazwę Xiwangmu powinno się tłumaczyć jako „Uprawne pola Zachodnich Królów”, co dopasować można do dzisiejszych terenów Turkmenistanu Chińskiego.